# Thalassodes viridimargo
Thalassodes viridimargo är en fjärilsart som beskrevs av Holloway 1979. Thalassodes viridimargo ingår i släktet Thalassodes och familjen mätare. Inga underarter finns listade i Catalogue of Life.